# سیارک ۱۱۵۲۴
سیارک ۱۱۵۲۴ (به انگلیسی: 11524 Pleyel، نامگذاری:1991PY2) یازده هزار و پانصد و بیست و چهارمین سیارک کشف شده‌است که در ۲ اوت ۱۹۹۱ کشف شد.
قدر مطلق سیارک برابر ۱۴٫۰۰ است.